# 犏牛
犏牛（羅馬化：mdzo），是氂牛和家牛的雜交種，「犏牛」一詞實際上指稱雄性的雜交種，雌性雜交種則稱為「犏母牛」（dzomo或zhom）。蒙古語中，此物種被稱為「 」；英語則存在將「氂牛」（yak）和「牛」（cattle）兩詞結合的混成詞「yattle」，以及「氂牛」（yak）和「母牛」（cow）結合的「yakow」。
犏母牛具有生育能力（或繁殖力），雄性犏牛則不具備生育能力，且由於是雜種優勢（異形雜交）下的產物，犏牛因此相較同一地區的氂牛或家牛體型更大且更強壯。蒙古和西藏人認為犏牛在產肉和產奶量方面均較氂牛和家牛高。
犏母牛可與其親本進行回交，故諸多號稱純種的氂牛和家牛可能都帶有彼此的遺傳物質。犏母牛與雄性氂牛和家牛雜交的子代在蒙古被稱為，而此子代再與雄性氂牛和家牛雜交的產物則是。
犏牛遺傳雙親的兩種不同蛋白質類型，導致其粒線體結構與功能產生變化，使犏牛於高海拔低氧環境的適應力較其親本強。

## 外部連結
- 维基共享资源上的相關多媒體資源：犏牛